# Cây hàm ếch
Cây hàm ếch, tên khoa học Saururus chinensis, còn có tên là trầu nước, tam bạch thảo (cây ra hoa thường có 3 lá bắc màu trắng), đường biên ngẫu (Lĩnh nam thái dược lục), là một loài thực vật có hoa trong họ Saururaceae. Loài này được (Lour.) Baill. miêu tả khoa học đầu tiên năm 1871. Ở Việt Nam, cây này được dùng như một nguyên liệu dược trong Đông y.

## Mô tả cây

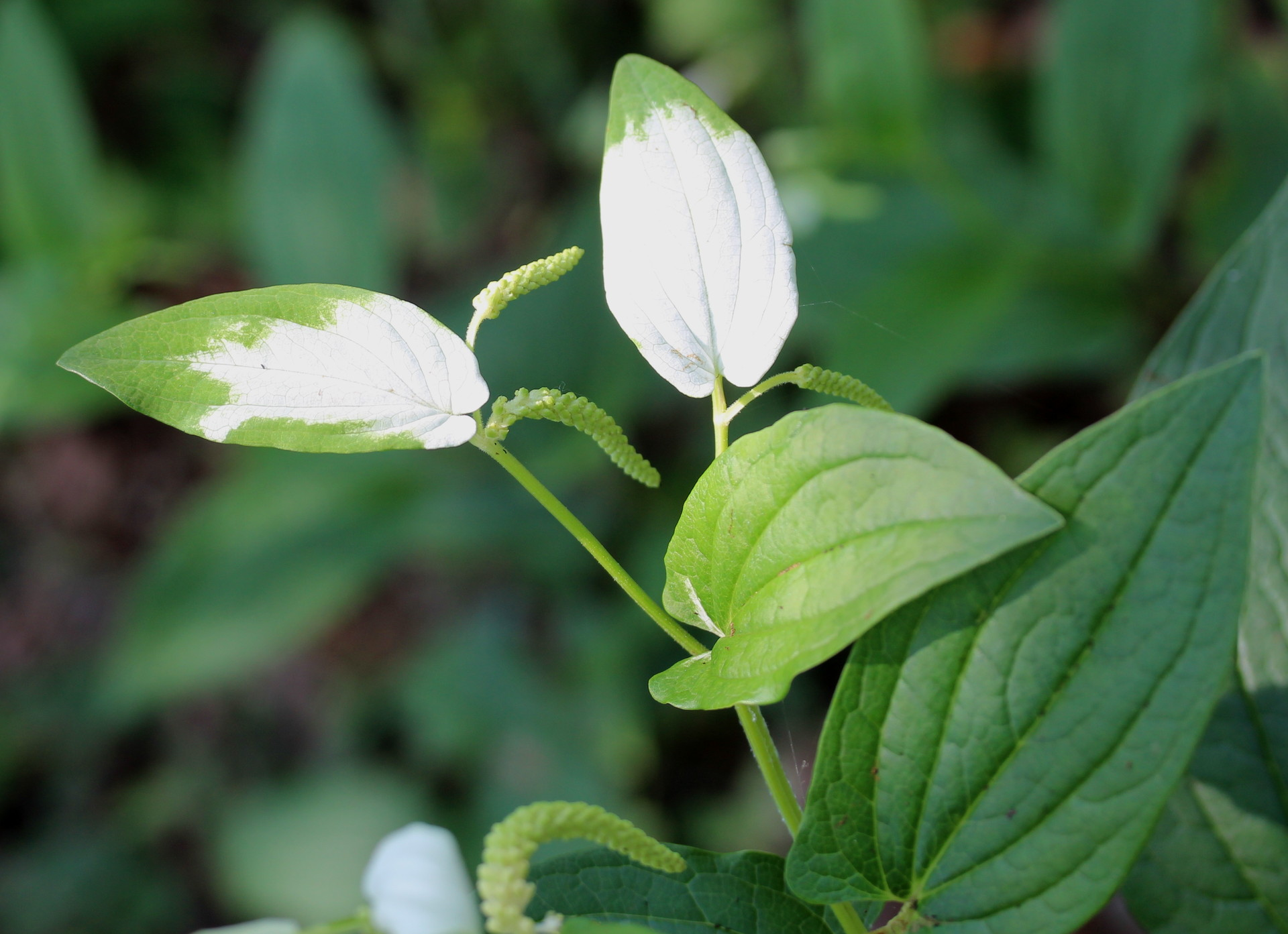

Hàm ếch là một loại cỏ sống lâu năm, ưa mọc ở những nơi ẩm ướt, cao 30–70 cm, thân phía dưới mọc bò, phía trên đứng thẳng. Lá mọc so le, có cuống dài 1–3 cm, phiến lá hình trứng, thon dài 5–12 cm, rộng 2–6 cm, phía dưới hình tim, phía ngọn lá nhọn. Trên lá nhìn rõ 5 gân, mép lá nguyên. Cụm hoa mọc thành bông, màu trắng, dài khoảng 14 cm, trên một cuống nhẵn, dài 4–5 cm. Hạt hình trứng, hơi nhọn ở đầu.
Mùa hoa: tháng 4-6 (Hình bên).

## Phân bố, thu hái và chế biến
Cây hàm ếch mọc hoang khắp nơi ẩm thấp (ruộng trũng, khe lạch) ở miền Bắc nước ta. Còn mọc ở Trung Quốc, Nhật Bản.
Dùng toàn cây hay chỉ hái lá. Thường dùng tươi. Hái vào lúc cây đang ra hoa.

## Thành phần hoá học
Toàn cây chứa tinh dầu. Trong tinh dầu có thành phần chủ yếu là metyl-n-nonylxeton. Lá còn chứa quexitrin, và hyperin C21H20O12 và izoquexitrozit.

## Tác dụng dược lý
Dung dịch cây hàm ếch 50% có tác dụng ức chế vi trùng Staphylococ và vi trùng thương hàn.

## Công dụng và liều dùng
Hàm ếch còn là một vị thuốc dùng trong phạm vi nhân dân để chữa bệnh thủy thũng, tiểu tiện khó khăn, bệnh dạ dày và ruột, lở loét, bệnh cước khí (chân sưng đau, khớp xương nhức, thở gấp v.v...)
Liều dùng hằng ngày: 10-20g tươi.
Có khi dùng lá giã nhỏ để đắp mụn nhọt.